# Oratório de Natal (Bach)

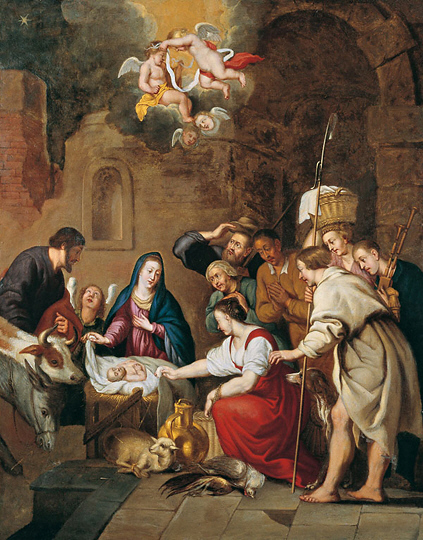
Nascimento de Cristo (anônimo, Itália, séc. XVIII

O Oratório de Natal (em alemão:  Weihnachtsoratorium) BWV 248, é um oratório de Johann Sebastian Bach compilado para ser apresentado na igreja durante a época do Natal. Foi escrito para o Natal de 1734, incorporando a música de composições anteriores do próprio compositor, inclusive três cantatas seculares, escritas entre 1733 e 1734, e uma cantata extraviada nos dias de hoje, BWV 248a.  A data é confirmada no manuscrito de Bach. A apresentação seguinte não foi antes de 17 de dezembro de 1857 pela "Sing-Akademie" de Berlim, regida por Eduard Grell. O "Oratório de Natal" é um exemplo particularmente sofisticado da técnica de Paródia Musical. O autor do texto é desconhecido, embora Christian Friedrich Henrici (Picander) tenha sido um possível colaborador. 
Essa obra pertence  a um grupo de três oratórios escritos no final da carreira de Bach, em 1734 e 1735, para as principais festividades, sendo os outros o  Oratório de Ascensão (BWV 11) e o Oratório de Páscoa (BWV 249). Todos eles incluem um tenor Evangelista como narrador e fazem paródia de composições anteriores, sendo o "Oratório de Natal" a obra mais longa e complexa.
O oratório tem seis partes, sendo cada uma delas destinadas a apresentação em um dia das festas principais do período de Natal. Modernamente, a peça é geralmente apresentada como um todo, ou dividida em duas partes iguais. A duração total da obra é aproximadamente três horas. De modo similar aos outros oratórios, um tenor Evangelista narra a história.
A primeira parte (para o dia de Natal) descreve o Nascimento e a Nominação de Jesus; a segunda (para o dia 26 de dezembro), a Anunciação aos Pastores; a terceira (para 27 de dezembro), a Adoração dos Pastores; a quarta (para o Dia de Ano Novo), a Circuncisão de Jesus; a quinta (para o domingo após o Ano Novo), a Jornada dos Reis Magos, e a sexta (para a Epifania), a Adoração dos Reis Magos.

## Estrutura da Narrativa
Grande parte da estrutura da narrativa é definida pela demanda do calendário eclesiástico para o Natal de 1734/35. Bach abandonou sua prática usual de escrever cantatas para a igreja baseando o seu conteúdo, exclusivamente, na leitura do Evangelho do dia, a fim de alcançar uma estrutura coerente da narrativa. Se ele tivesse seguido, estritamente, o calendário, a história teria se desenrolado da seguinte maneira:
1. Nascimento e Anunciação dos Pastores
2. Adoração dos Pastores
3. Prólogo para o Evangelho de João
4. Circuncisão e Nominação de Jesus
5. A Fuga para o Egito
6. A Jornada e Adoração dos Magos

Isso resultaria em a Sagrada Família fugir antes de os Reis Magos haverem chegado, o que seria inadmissível para um oratório evidentemente planejado como um todo coerente. Bach removeu o conteúdo do terceiro dia de Natal (27 de dezembro), Evangelho de João, e dividiu a história dos dois grupos de visitantes –Pastores e Reis Magos– em dois. Isso resultou em uma exposição mais clara da história do Natal:
1. Nascimento e Anunciação dos Pastores
2. Adoração dos Pastores
3. Circuncisão e Nominação de Jesus
4. A Fuga para o Egito
5. A Jornada dos Magos
6. Adoração dos Magos

A sexta parte termina com a Fuga para o Egito.
É evidente que Bach viu as seis partes como parte integrante de um todo maior e unificado, tanto pela análise do texto impresso que sobreviveu quanto pela própria estrutura da música. A edição não tem apenas um título – "Weihnachtsoratorium" – conectando as seis seções, mas essas seções são numeradas consecutivamente. Como menciona John Butt:  assim como a Missa em Si menor, esse é um dos pontos de confirmação de uma unidade da obra além das restrições de apresentações dentro do ano eclesiástico.

## Apresentação
O oratório foi escrito para a apresentação nos seis dias festivos do Natal durante o inverno de 1734 e 1735. A partitura original contém também detalhes de quando cada parte foi apresentada. Foi incorporada aos cultos das duas mais importantes igrejas em Leipzig, Igreja de São Tomás e Igreja de São  Nicolau. Como pode ser visto abaixo, a obra somente foi apresentada integralmente na Igreja de São  Nicolau.
Primeiras apresentações:

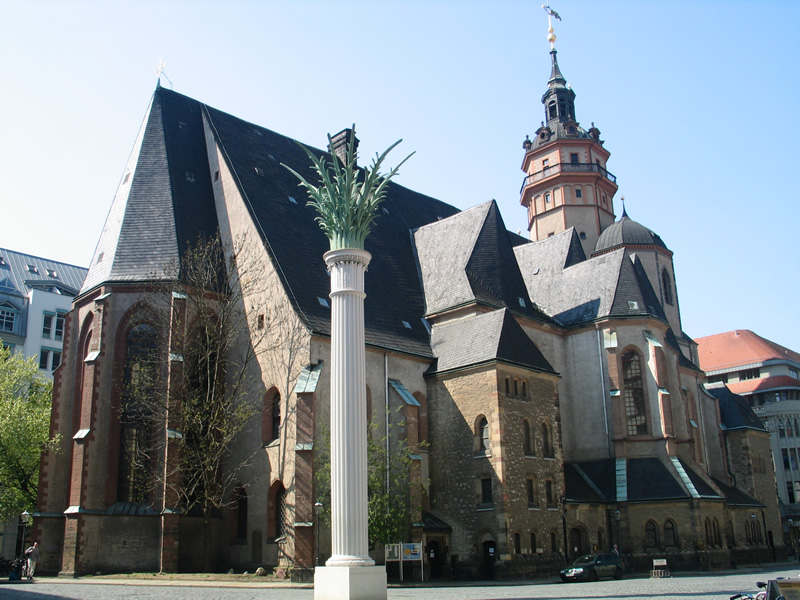
Igreja de São Nicolau, Leipzig

- 25 de dezembro de 1734: Parte I - de manhã, na Igreja de São  Nicolau; à tarde na Igreja de São Tomás
- 26 de dezembro de 1734: Parte II -  de manhã, na Igreja de São  Nicolau; à tarde na Igreja de São Tomás
- 27 de dezembro de 1734: Parte III - de manhã, na Igreja de São  Nicolau
- 1º de janeiro de 1735: Parte IV - de manhã, na Igreja de São Tomás; à tarde, na Igreja de São Nicolau
- 2 de  janeiro de 1735: Parte V - de manhã, na Igreja de São  Nicolau
- 6 de  janeiro de 1735: Parte VI - de manhã, na Igreja de São Tomás; à tarde, na Igreja de São Nicolau

## Música
Bach expressa a unidade de toda a obra dentro da própria música, em parte através do uso das tonalidades. As partes I, II e III são escritas nas tonalidades de Ré Maior, sua subdominante Sol Maior e depois ré maior, novamente. As partes I e III são instrumentadas de modo semelhante para trompetes exuberantes, enquanto a Pastoral Parte II (em referência aos pastores) é, em contraste, instrumentada para madeiras e não inclui coro de abertura. A parte IV é escrita em fá maior (o relativo de ré menor) e marca o ponto mais distante da tonalidade de abertura do oratório. Bach embarca, então, numa jornada de volta à tonalidade de abertura, passando pela dominante lá maior da parte V até à jubilante reafirmação do ré maior na parte final, emprestando um arco completo à peça. Para reforçar essa conexão entre o começo e o fim da peça, Bach reutiliza a melodia coral de "'Wie soll ich dich empfangen? da parte I no coro final da parte VI, Nun seid ihr wohl gerochen; essa melodia coral é a famosa "O Haupt voll Blut und Wunden", que Bach usou cinco vezes em sua Paixão segundo São Mateus.
A música representa uma especial expressão sofisticada da técnica de paródia, pela qual uma música já existente é adaptada a um novo propósito. Bach tomou a maioria dos coros e árias de obras que tinham sido escritas por ele anteriormente. A maioria dessa música  era secular, que foi escrita em louvor da realeza ou notáveis figuras locais, saindo da tradição de apresentação dentro da igreja. Essas cantatas seculares que proveem as bases para o Oratório de Natal são:
- BWV 213 - Laßt uns sorgen, laßt uns wachen (Hercules na encruzilhada)
  - Apresentada em 5 de setembro de 1733 para o décimo-primeiro aniversário do Príncipe Friedrich Christian, Eleitor da Saxônia.
- BWV 214 - Tönet, ihr Pauken! Erschallet, Trompeten!
  - Apresentada em 8 de dezembro de 1733 para o aniversário de Maria Josepha, Rainha da Polônia e Eleitora da Saxônia.
- BWV 215 - Preise dein Glücke, gesegnetes Sachsen
  - Apresentada em 5 de outubro de 1734 para a coroação do Eleitor da Saxônia Augusto III, como Rei da Polônia.

Além dessas fontes, supõe-se que a sexta cantata foi totalmente tirada da cantata sacra BWV 248a, extraviada nos dias de hoje. Acredita-se que a ária-trio, contida na parte V  Ach, wenn wird die Zeit erscheinen? foi tirada de uma fonte semelhante, e o coro da mesma seção Wo ist der neugeborne König pertence à "Paixão segundo São Marcos" (BWV 247).

## Instrumentação
A instrumentação abaixo refere-se às partes e não necessariamente partes de executantes individuais. Os defensores de teorias que especificam um pequeno número de músicos executantes (até mesmo os OVPP) podem, entretanto, escolher usar números que se aproximam de um instrumento por parte.
Parte I3 trompetes, (original em Ré , 2 timpanos em Lá e Ré, 2 flautas tranversas, 2 Oboés, 2 oboés d'amore  , 2 Violinos, Viola, Baixo contínuo
Parte II2 flautas, 2 oboés d'amore, 2 oboés da caccia, 2 violinos, viola, contínuo
Parte III3 trompetes, timpani, 2 flautas, 2 oboés, 2 oboés d'amore, 2 violinos, viola, contínuo
Parte IV2 Trompa, 2 oboés, 2 violinos, viola, contínuo
Parte V2 oboés d'amore, 2 violinos, viola, contínuo
Parte VI3 trompetes, timpani, 2 oboés, 2 oboés d'amore, 2 violinos, viola, contínuo

## Texto
A facilidade com que o novo texto se encaixa na música já existente é uma das indicações de que o Oratório de Natal é uma paródia bem-sucedida de suas fontes. O musicólogo Alfred Dür e outros como Christoff Wolf,  sugerem que o colaborador frequente de Bach, Picander (pseudônimo de  Christian Friedrich Henrici), escreveu o novo texto, trabalhando ao lado de Bach, para garantir uma perfeita adaptação da música reutilizada. Pode até ser que o "Oratório de Natal" já havia sido planejado quando Bach escreveu as cantatas seculares BWV 213, 214 e 215, dado que a obra original fora escrita bem próximo do oratório e pela maneira sem emendas com que as novas palavras couberam na música existente. 
Todavia, em duas ocasiões, Bach abandonou o plano original e foi compelido a escrever nova música para o "Oratório de Natal". A ária de contralto na Parte III, Schließe, mein Herze era originalmente para ser aplicada à música para a ária Durch die von Eifer entflammten Waffen da BWV 215. Nessa ocasião, entretanto, a paródia técnica fracassou e Bach compôs a ária novamente. Ao contrário, usou o modelo da BWV 215 para a ária de Baixo Erleucht' auch meine finstre Sinnnen na Parte V. Similarmente, o coro de abertura da Parte V, Ehre sei dir Gott! foi, com quase toda a certeza, composto para ser aplicado à música do coro Lust der Völker, Lust der Deinen da BWV 213, devido à correspondência de perto entre os textos das duas peças. A terceira maior nova peça de escrita (com a notável exceção dos recitativos), a sublime Sinfonia pastoral que abre a Parte II, foi composta de rascunho para a nova obra.
Além das novas composições listadas acima, uma menção especial deve ser feita aos recitativos, que amarra o oratório num todo coerente. Em particular, Bach fez uso efetivo de recitativo, quando combinado com o coral nº 7 da Parte I (Er ist auf Erden kommen arm) e mais engenhosamente nos recitativos nºs 38 e 40, que emoldura a "Ária do Eco" (Flößt, mein Heiland), no. 39 in part IV.

## Versão portuguesa
A versão portuguesa foi elaborada nos anos 2004 até 2009 por um time sob liderança do maestro Axel Bergstedt, respeitando a rica simbologia e figuras na música de Bach, as rimas e a cantabilidade. Base para o texto do evangelista foi a Almeida, e alguns textos de hinos constam de hinários tradicionais. A versão completa estreou nos dias 3, 4 e 5 de dezembro de 2009 em Brasília.

## Partes e números
Cada seção combina coros(5) (uma sinfonia pastoral abre a segunda parte ao invés de um coro), corais e recitativos, árias e ariosos para os solistas.
Os quadros abaixo não mostram uma fórmula de compasso ou uma tonalidade para os recitativos, porque estão todos (nominalmente) na tonalidade da parte e em 4/4. As exceções são o nº 18 que começa em Dó Maior e então modula para Sol Maior, e o nº 27 que continua em Lá Maior do 1º movimento. Em ambos os casos, a tonalidade e a fórmula de compasso são meramente notação musical.

### Parte I

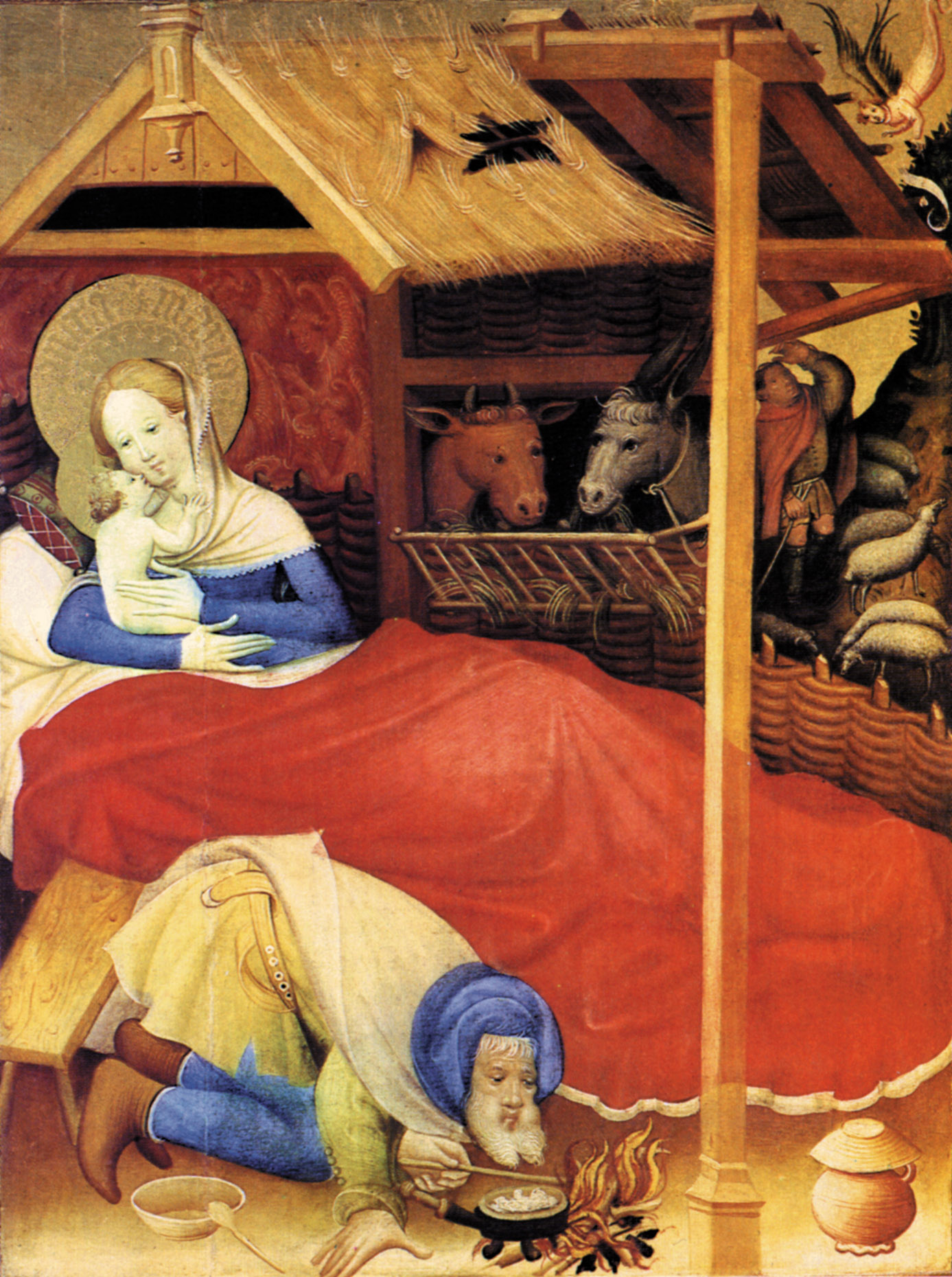
Conrad von Soest: Nascimento de Cristo (1404)

| No. |                                     | Tonalidade                      | Compasso                        | Primeira Frase                                              | Instrumentação | Fonte                                         |
| --- | ----------------------------------- | ------------------------------- | ------------------------------- | ----------------------------------------------------------- | --- | --------------------------------------------- |
| 1   | Coro                                | D maior                         | 3/8                             | Jauchzet, frohlocket, auf, preiset die Tage                 | 3 trompetes, tímpanos, 2 flautas, 2 oboés, cordas (violinos I, II, viola) e contínuo (violoncelo, contrabaixo, órgão e fagote) | BWV 214: Coro, Tönet, ihr Pauken!             |
| 2   | Recitativo (Evangelista, tenor)     | Recitativo (Evangelista, tenor) | Recitativo (Evangelista, tenor) | Es begab sich aber zu der Zeit                              | Contínuo | Lucas 2:1                                     |
| 3   | Recitativo (alto)                   | Recitativo (alto)               | Recitativo (alto)               | Nun wird mein liebster Bräutigam                            | 2 oboés d'amore, contínuo |                                               |
| 4   | Ária (alto)                         | A men/C maj                     | 3/8                             | Bereite dich, Zion, mit zärtlichen Trieben                  | Oboé d'amore I, violino I, contínuo                                                                                            | BWV 213: Ária, Ich will dich nicht hören      |
| 5   | Coral                               | A minor                         | 4/4                             | Wie soll ich dich empfangen                                 | 2 flautas, 2 oboés, cordas e contínuo                                                                                          |                                               |
| 6   | Recitativo (Evangelista, tenor)     | Recitativo (Evangelista, tenor) | Recitativo (Evangelista, tenor) | Und sie gebar ihren ersten Sohn                             | Contínuo | Lucas 2:7                                     |
| 7   | Coral (sopranos) Recitativo (baixo) | D major                         | 3/4 4/4                         | Er ist auf Erden kommen arm Wer will die Liebe recht erhöhn | 2 oboe d'amore, contínuo |                                               |
| 8   | Ária (baixo)                        | D major                         | 2/4                             | Großer Herr und starker König                               | Trompete I, flauta I, cordas, contínuo                                                                                         | BWV 214: Aria, Kron und Preis gekrönter Damen |
| 9   | Coral                               | D major                         | 4/4                             | Ach mein herzliebes Jesulein!                               | 3 trompetes, tímpanos, 2 flautas, 2 oboés, cordas e contínuo (violoncelo, contrabaixo, órgão e fagote)                         |                                               |

### Parte II

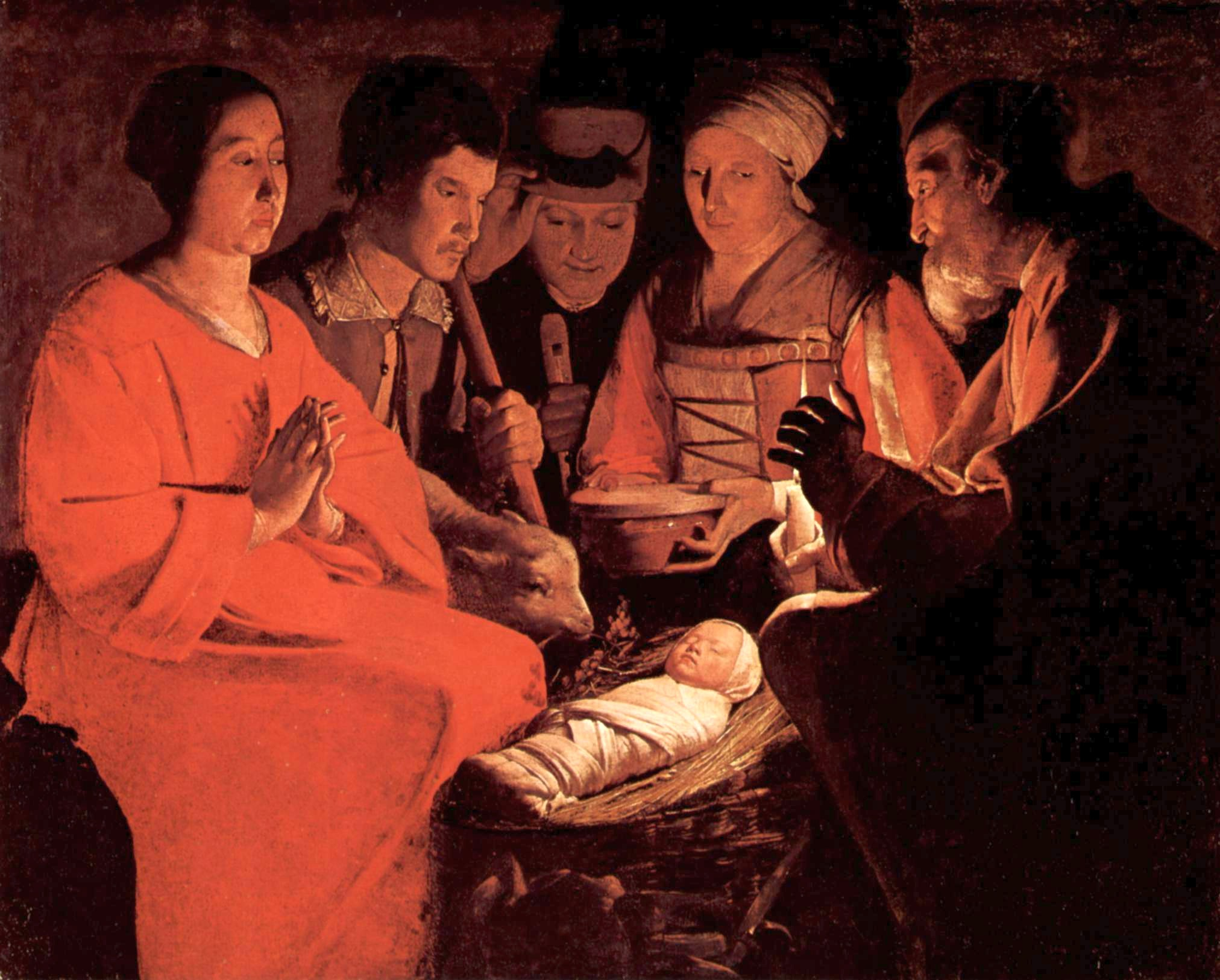
Georges de La Tour: Adoração dos Pastores (1644)

| No. |                                                | Tonalidade                                     | Compasso                                       | Primeira Frase                                    | Instrumentação | Fonte                                                     |
| --- | ---------------------------------------------- | ---------------------------------------------- | ---------------------------------------------- | ------------------------------------------------- | --- | --------------------------------------------------------- |
| 10  | Sinfonia                                       | G major                                        | 12/8                                           | —                                                 | 2 flutes, 2 oboe d'amore, 2 oboe da caccia, strings, continuo                                                                        |                                                           |
| 11  | Recitative (Evangelist, tenor)                 | Recitative (Evangelist, tenor)                 | Recitative (Evangelist, tenor)                 | Und es waren Hirten in derselben Gegend           | Continuo | Lucas 2:8                                                 |
| 12  | Coral                                          | G major                                        | 4/4                                            | Brich an, o schönes Morgenlicht                   | 2 flutes, 2 oboe d'amore, 2 oboe da caccia, strings, continuo                                                                        |                                                           |
| 13  | Recitative (Evangelist, tenor; Angel, soprano) | Recitative (Evangelist, tenor; Angel, soprano) | Recitative (Evangelist, tenor; Angel, soprano) | Und der Engel sprach zu ihnen Fürchtet euch nicht | Strings, continuo | Lucas 2:10                                                |
| 14  | Recitative (baixo)                             | Recitative (baixo)                             | Recitative (baixo)                             | Was Gott dem Abraham verheißen                    | 2 oboe d'amore, 2 oboe da caccia, strings, continuo                                                                                  |                                                           |
| 15  | Ária (tenor)                                   | G major                                        | 3/8                                            | Frohe Hirten, eilt, ach eilet                     | Flute I, continuo | BWV 214: Aria, Fromme Musen! meine Glieder                |
| 16  | Recitative (Evangelist, tenor)                 | Recitative (Evangelist, tenor)                 | Recitative (Evangelist, tenor)                 | Und das habt zum Zeichen                          | Continuo | Lucas 2:12                                                |
| 17  | Coral                                          | C major                                        | 4/4                                            | Schaut hin! dort liegt im finstern Stall          | 2 flutes, 2 oboe d'amore, 2 oboe da caccia, strings, continuo                                                                        |                                                           |
| 18  | Recitative (baixo)                             | C maj/G maj                                    |                                                | So geht denn hin!                                 | 2 oboe d'amore, 2 oboe da caccia, strings, continuo                                                                                  |                                                           |
| 19  | Ária (alto)                                    | G maj/E min                                    | 2/4                                            | Schlafe, mein Liebster, genieße der Ruh'          | Flute I (colla parte uma oitava acima do contralto solista durante toda a ária), 2 oboe d'amore, 2 oboe da caccia, strings, continuo | BWV 213: Ária, Schlafe, mein Liebster, und pflege der Ruh |
| 20  | Recitative (Evangelist, tenor)                 | Recitative (Evangelist, tenor)                 | Recitative (Evangelist, tenor)                 | Und alsobald war da bei dem Engel                 | Continuo | Lucas 2:13                                                |
| 21  | Coro                                           | G major                                        | 2/2                                            | Ehre sei Gott in der Höhe                         | 2 flutes, 2 oboe d'amore, 2 oboe da caccia, strings, continuo                                                                        | Lucas 2:14                                                |
| 22  | Recitative (baixo)                             | Recitative (baixo)                             | Recitative (baixo)                             | So recht, ihr Engel, jauchzt und singet           | Continuo |                                                           |
| 23  | Coro                                           | G major                                        | 12/8                                           | Wir singen dir in deinem Heer                     | 2 flutes, 2 oboe d'amore, 2 oboe da caccia, strings, continuo                                                                        |                                                           |

### Parte III

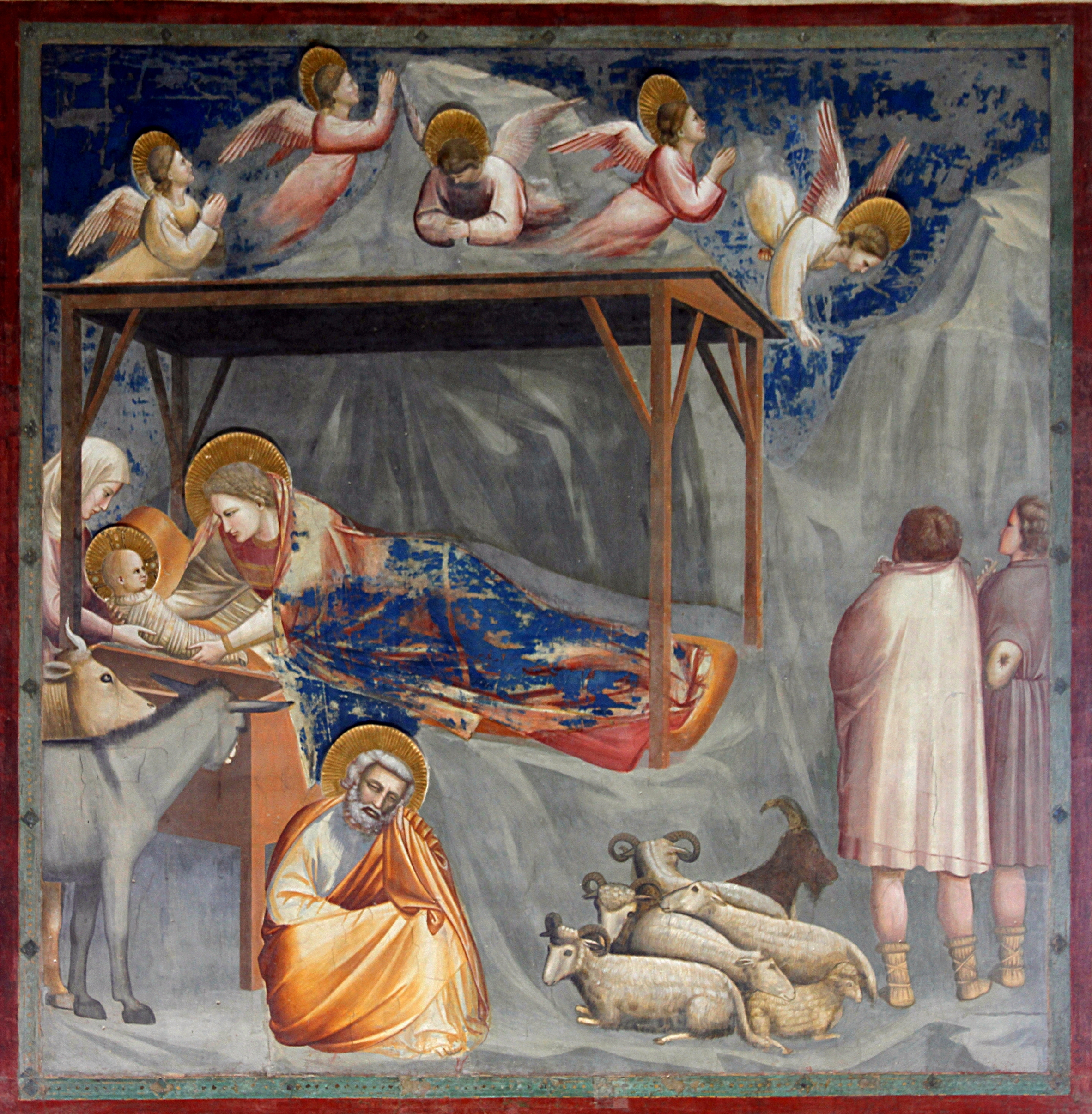
Giotto di Bondone: Anjos no Natal (c. 1300)

| No. |                                 | Tonalidade                      | Compasso                        | Primeira Frase                               | Instrumentação                                                          | Fonte                                                      |
| --- | ------------------------------- | ------------------------------- | ------------------------------- | -------------------------------------------- | ----------------------------------------------------------------------- | ---------------------------------------------------------- |
| 24  | Coro                            | D major                         | 3/8                             | Herrscher des Himmels, erhöre das Lallen     | Trumpet I, II, III, timpani, flute I, II, oboe I, II, strings, continuo | BWV 214: Chorus, Blühet, ihr Linden in Sachsen, wie Zedern |
| 25  | Recitative (Evangelist, tenor)  | Recitative (Evangelist, tenor)  | Recitative (Evangelist, tenor)  | Und da die Engel von ihnen gen Himmel fuhren | Continuo                                                                | Lucas 2:15                                                 |
| 26  | Coro                            | A major                         | 3/4                             | Lasset uns nun gehen gen Bethlehem           | Flute I, II, oboe d'amore I, II, strings, continuo                      |                                                            |
| 27  | Recitative (baixo)              | A major                         |                                 | Er hat sein Volk getröst't                   | Flute I, II, continuo                                                   |                                                            |
| 28  | Coral                           | D major                         | 4/4                             | Dies hat er alles uns getan                  | Flute I, II, oboe I, II, strings, continuo                              |                                                            |
| 29  | Duet (soprano, baixo)           | A major                         | 3/8                             | Herr, dein Mitleid, dein Erbarmen            | Oboe d'amore I, II, continuo                                            | BWV 213: Aria, Ich bin deine, du bist meine                |
| 30  | Recitative (Evangelista, tenor) | Recitative (Evangelista, tenor) | Recitative (Evangelista, tenor) | Und sie kamen eilend                         | Continuo                                                                | Lucas 2:16                                                 |
| 31  | Aria (alto)                     | D maj/B min                     | 2/4                             | Schließe, mein Herze, dies selige Wunder     | Violin solo, continuo                                                   |                                                            |
| 32  | Recitative (alto)               | Recitative (alto)               | Recitative (alto)               | Ja, ja! mein Herz soll es bewahren           | Flute I, II, continuo                                                   |                                                            |
| 33  | Coral                           | G major                         | 4/4                             | Ich will dich mit Fleiß bewahren             | Flute I, II, oboe I, II, strings, continuo                              |                                                            |
| 34  | Recitative (Evangelist, tenor)  | Recitative (Evangelist, tenor)  | Recitative (Evangelist, tenor)  | Und die Hirten kehren wieder um              | Continuo                                                                | Lucas 2:20                                                 |
| 35  | Coral                           | F♯ menor                        | 4/4                             | Seid froh, dieweil                           | Flute I, II, oboe I, II, strings, continuo                              |                                                            |
| 24  | Coro da capo                    | D major                         | 3/8                             | Herrscher des Himmels, erhöre das Lallen     | Trumpet I, II, III, timpani, flute I, II, oboe I, II, strings, continuo | BWV 214: Coro, Blühet, ihr Linden in Sachsen, wie Zedern   |

### Parte IV

Rembrandt: Circuncisão de Cristo (1661)

| No. |                                         | Tonalidade                              | Compasso                                | Primeira Frase                                             | Instrumentação                             | Fonte                                                |
| --- | --------------------------------------- | --------------------------------------- | --------------------------------------- | ---------------------------------------------------------- | ------------------------------------------ | ---------------------------------------------------- |
| 36  | Coro                                    | F major                                 | 3/8                                     | Fallt mit Danken, fallt mit Loben                          | Horns I, II, oboe I, II, strings, continuo | BWV 213: Coro, Lasst uns sorgen, lasst uns wachen)   |
| 37  | Recitative (Evangelist, tenor)          | Recitative (Evangelist, tenor)          | Recitative (Evangelist, tenor)          | Und da acht Tage um waren                                  | Continuo                                   | Lucas 2:21                                           |
| 38  | Recitative (baixo) Arioso (sopr./baixo) | Recitative (baixo) Arioso (sopr./baixo) | Recitative (baixo) Arioso (sopr./baixo) | Immanuel, o süßes Wort Jesu, du mein liebstes Leben        | Strings, continuo                          |                                                      |
| 39  | Aria (soprano & 'Echo' soprano)         | C major                                 | 6/8                                     | Flößt, mein Heiland, flößt dein Namen                      | Oboe I solo, continuo                      | BWV 213: Aria, Treues Echo dieser Orten              |
| 40  | Recitative (baixo) Arioso (soprano)     | Recitative (baixo) Arioso (soprano)     | Recitative (baixo) Arioso (soprano)     | Wohlan! dein Name soll allein Jesu, meine Freud' und Wonne | Strings, continuo                          |                                                      |
| 41  | Aria (tenor)                            | F major                                 | 4/4                                     | Ich will nur dir zu Ehren leben                            | Violin I, II, continuo                     | BWV 213: Aria, Auf meinen Flügeln sollst du schweben |
| 42  | Coral                                   | F major                                 | 3/4                                     | Jesus richte mein Beginnen                                 | Horns I, II, oboe I, II, strings, continuo |                                                      |

### Parte V

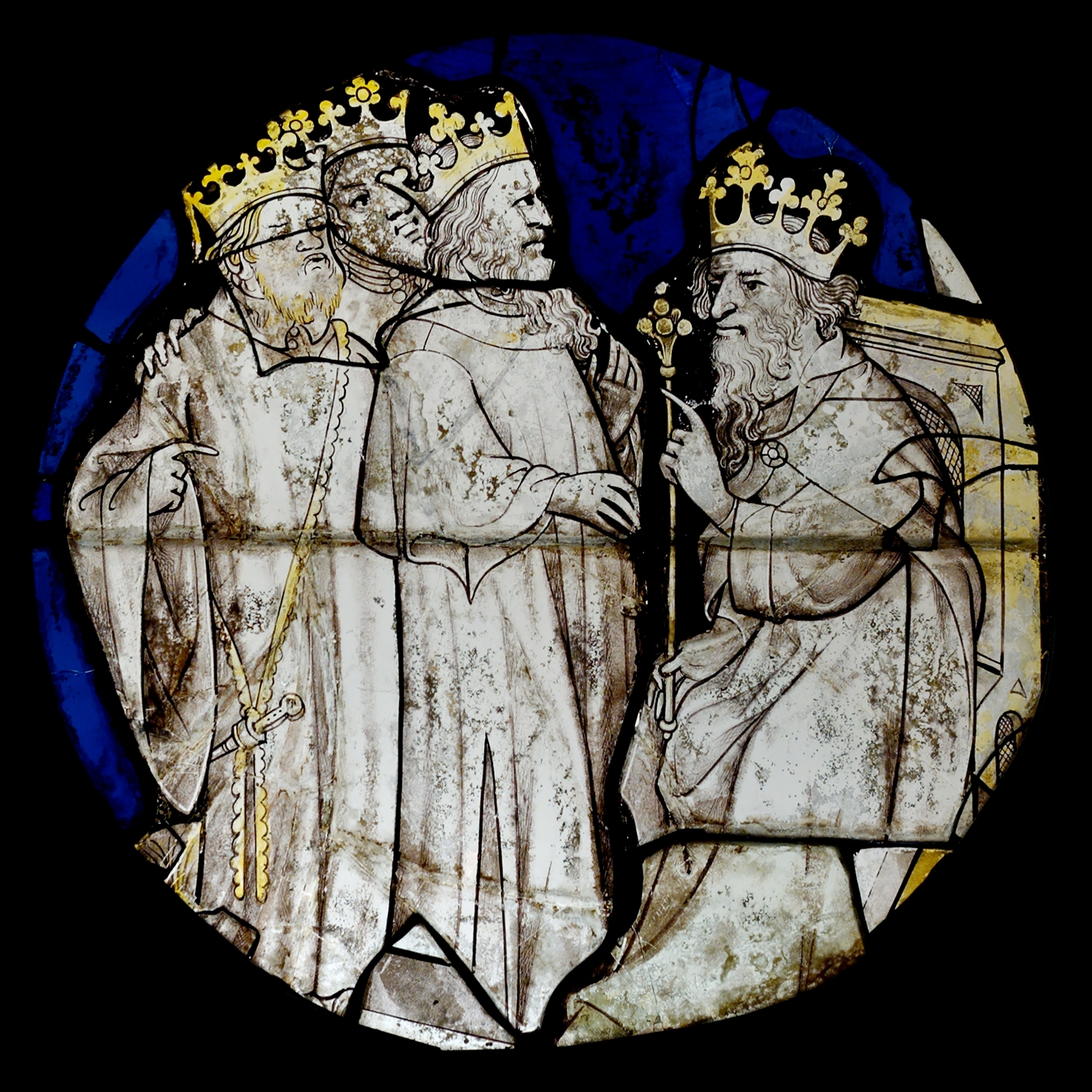
Magos perante o rei Herodes; France, early 15th century

| No. |                                | Tonalidade                     | Compasso                       | Primeira Frase                                                                                 | Instrumentação                            | Fonte                                                                        |
| --- | ------------------------------ | ------------------------------ | ------------------------------ | ---------------------------------------------------------------------------------------------- | ----------------------------------------- | ---------------------------------------------------------------------------- |
| 43  | Coro                           | A maj/F♯ menor                 | 3/4                            | Ehre sei dir, Gott, gesungen                                                                   | Oboe d'amore I, II, strings, continuo     |                                                                              |
| 44  | Recitative (Evangelist, tenor) | Recitative (Evangelist, tenor) | Recitative (Evangelist, tenor) | Da Jesus geboren war zu Bethlehem                                                              | Continuo                                  | Mateus 2:1                                                                   |
| 45  | Coro Recitative (alto) Coro    | D major                        | 4/4                            | Wo ist der neugeborne König der Juden Sucht ihn in meiner Brust Wir haben seinen Stern gesehen | Oboe d'amore I, II, strings, continuo     | BWV 247: St Mark Passion, Coro, Pfui dich, wie fein zerbrichst du den Tempel |
| 46  | Coral                          | A major                        | 4/4                            | Dein Glanz all' Finsternis verzehrt                                                            | Oboe d'amore I, II, strings, continuo     |                                                                              |
| 47  | Aria (baixo)                   | F♯ menor                       | 2/4                            | Erleucht' auch meine finstre Sinnen                                                            | Oboe d'amore I solo, organ senza continuo | BWV 215: Aria, Durch die von Eifer entflammeten Waffen                       |
| 48  | Recitative (Evangelist, tenor) | Recitative (Evangelist, tenor) | Recitative (Evangelist, tenor) | Da das der König Herodes hörte                                                                 | Continuo                                  | Mateus 2:3                                                                   |
| 49  | Recitative (alto)              | Recitative (alto)              | Recitative (alto)              | Warum wollt ihr erschrecken                                                                    | Strings, continuo                         |                                                                              |
| 50  | Recitative (Evangelist, tenor) | Recitative (Evangelist, tenor) | Recitative (Evangelist, tenor) | Und ließ versammeln alle Hohenpriester                                                         | Continuo                                  | Mateus 2:4                                                                   |
| 51  | Trio (sopr., alto, ten.)       | D major                        | 2/4                            | Ach! wann wird die Zeit erscheinen?                                                            | Violin I solo, continuo                   | unknown                                                                      |
| 52  | Recitative (alto)              | Recitative (alto)              | Recitative (alto)              | Mein Liebster herrschet schon                                                                  | Continuo                                  |                                                                              |
| 53  | Coral                          | A major                        | 4/4                            | Zwar ist solche Herzensstube                                                                   | Oboe d'amore I, II, strings, continuo     |                                                                              |

1. ↑  A Parte V foi idealizada para ser apresentada no primeiro domingo do Ano Novo, mas antes da festa da Epifania, em 6 de janeiro. Em alguns anos, não existe esse dia, e.g em 2007/2008.
2. ↑  Mateus 2:2

### Parte VI

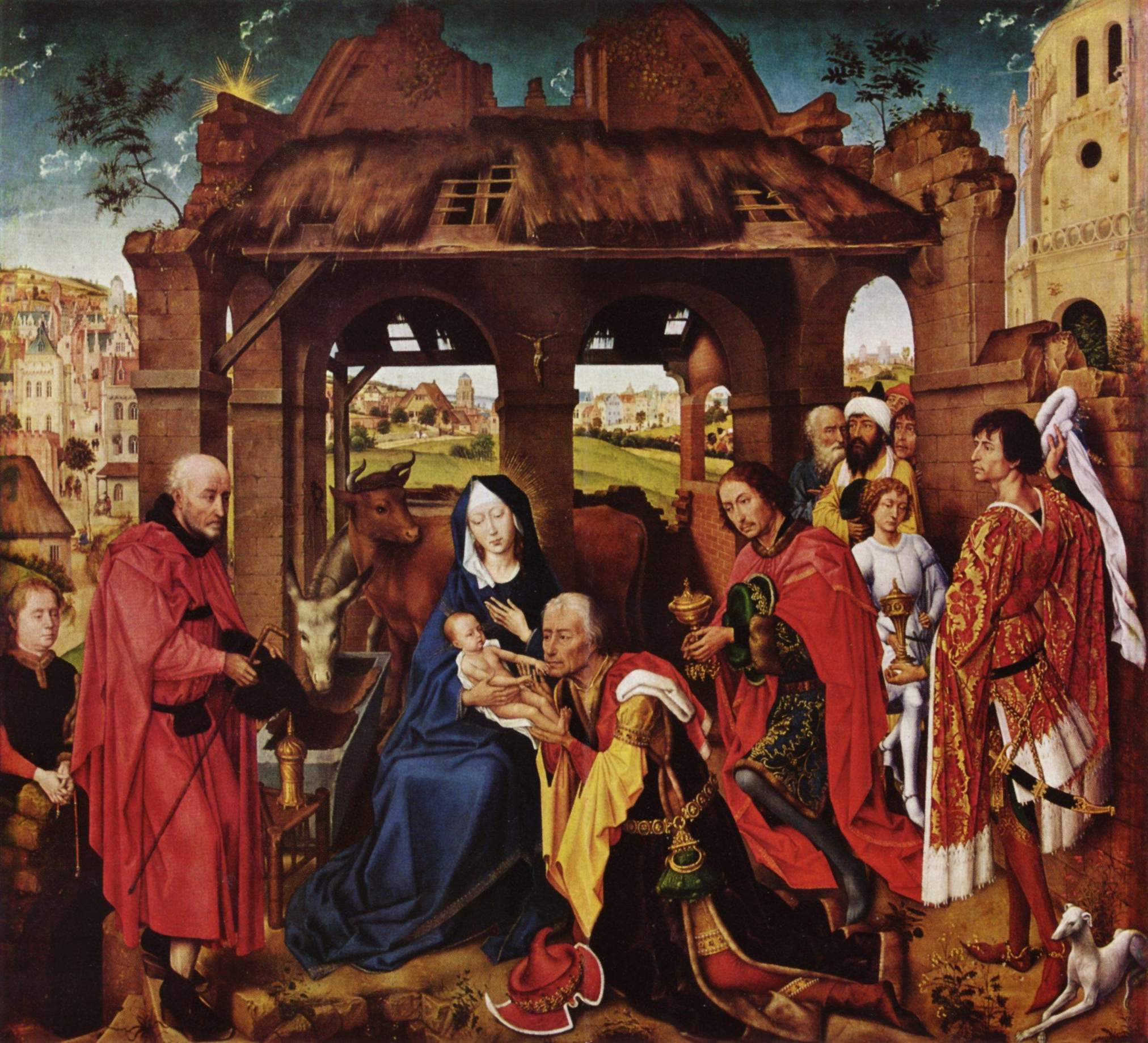
Rogier van der Weyden: Adoração dos Reis Magos (c. 1430–60)

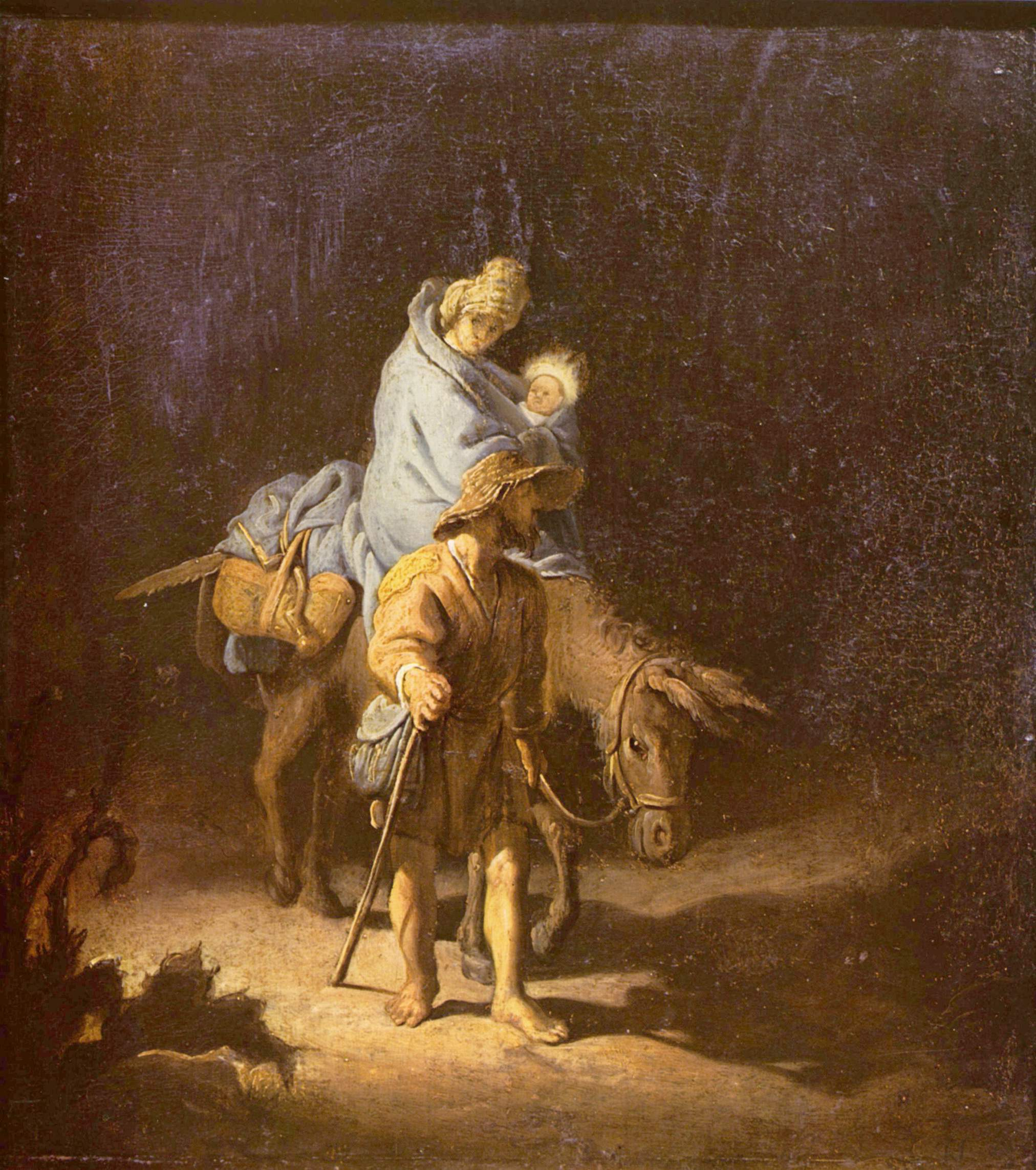
Rembrandt: Fuga para o Egito (1627)

| No. |                                                | Tonalidade                                     | Compasso                                       | Primeira Frase                                                        | Instrumentação                                             | Fonte                          |
| --- | ---------------------------------------------- | ---------------------------------------------- | ---------------------------------------------- | --------------------------------------------------------------------- | ---------------------------------------------------------- | ------------------------------ |
| 54  | Coro                                           | D major                                        | 3/8                                            | Herr, wenn die stolzen Feinde schnauben                               | Trumpet I, II, III, timpani, oboe I, II, strings, continuo | BWV 248a (lost church cantata) |
| 55  | Recitative (Evangelist, tenor; Herodes, baixo) | Recitative (Evangelist, tenor; Herodes, baixo) | Recitative (Evangelist, tenor; Herodes, baixo) | Da berief Herodes die Weisen heimlich Ziehet hin und forschet fleißig | Continuo                                                   | Mateus 2:7                     |
| 56  | Recitative (soprano)                           | Recitative (soprano)                           | Recitative (soprano)                           | Du Falscher, suchet nur den Herrn zu fällen                           | Strings, continuo                                          | BWV 248a (lost church cantata) |
| 57  | Aria (soprano)                                 | A maj/ F♯ menor/A maj                          | 3/4                                            | Nur ein Wink von seinen Händen                                        | Oboe d'amore I, strings, continuo                          | BWV 248a (lost church cantata) |
| 58  | Recitative (Evangelist, tenor)                 | Recitative (Evangelist, tenor)                 | Recitative (Evangelist, tenor)                 | Als sie nun den König gehöret hatten                                  | Continuo                                                   | Mateus 2:9                     |
| 59  | Coral                                          | G major                                        | 4/4                                            | Ich steh an deiner Krippen hier                                       | Oboe I, II, strings, continuo                              |                                |
| 60  | Recitative (Evangelist, tenor)                 | Recitative (Evangelist, tenor)                 | Recitative (Evangelist, tenor)                 | Und Gott befahl ihnen im Traum'                                       | Continuo                                                   | Mateus 2:12                    |
| 61  | Recitative (tenor)                             | Recitative (tenor)                             | Recitative (tenor)                             | So geht! Genug, mein Schatz geht nicht von hier                       | Oboe d'amore I, II, continuo                               | BWV 248a (lost church cantata) |
| 62  | Aria (tenor)                                   | F♯ menor                                       | 2/4                                            | Nun mögt ihr stolzen Feinde schrecken                                 | Oboe d'amore I, II, continuo                               | BWV 248a (lost church cantata) |
| 63  | Recitative (soprano, alto, tenor, baixo)       | Recitative (soprano, alto, tenor, baixo)       | Recitative (soprano, alto, tenor, baixo)       | Was will der Höllen Schrecken nun                                     | Continuo                                                   | BWV 248a (lost church cantata) |
| 64  | Coral                                          | D major                                        | 4/4                                            | Nun seid ihr wohl gerochen                                            | Trumpet I, II, III, timpani, oboe I, II, strings, continuo | BWV 248a (lost church cantata) |

## Gravações
- 1958: Kurt Thomas, Josef Traxel (tenor), Marga Höffgen (alto), Dietrich Fischer-Dieskau (barítono), Agnes Giebel (soprano), Thomanerchor Leipzig, Gewandhausorchester Leipzig. Leipzig Classics/Seraphim Records. Recorded in St. Thomas Church, Leipzig.
- 1965: Karl Richter, Fritz Wunderlich (tenor), Christa Ludwig (alto), Franz Crass (baixo), Gundula Janowitz (soprano), Münchener Bach-Orchester, ARCHIV Produktion
- 1967: Karl Münchinger, Peter Pears (tenor), Helen Watts (alto), Tom Krause (baixo), Elly Ameling (soprano), Lübecker Knaben-Kantorei, Stuttgarter Kammerorchester. Decca. Recorded in Schloss Ludwigsburg.
- 1973: Gerhard Schmidt-Gaden, Theo Altmeyer (tenor), Andreas Stein (alto), Barry McDaniel (barítono), Hans Buchhierl (soprano), Tölzer Knabenchor, Collegium Aureum. Deutsche Harmonia Mundi GD77046. Essa gravação usa uma afinação onde a altura da nota Lá está um semitom abaixo da padrão (440 Herz).
- 1973: Nikolaus Harnoncourt, Kurt Equiluz (tenor), Paul Esswood (contratenor), Siegmund Nimsgern (baixo), Wiener Sängerknaben, Concentus Musicus Wien. Teldec — Das Alte Werk 9031-77610-2
- 1987: John Eliot Gardiner, Anthony Rolfe Johnson (tenor, Evangelist), Anne Sofie von Otter (alto), Olaf Bär (baixo), Hans Peter Blochwitz (tenor), Nancy Argenta (soprano), Monteverdi Choir, English Baroque Soloists. Deutsche Grammophon Archiv 4232322
- 1989: Philippe Herreweghe, Howard Crook (tenor), Michael Chance (alto), Peter Kooy (baixo), Barbara Schlick (soprano), Collegium Vocale Gent. Virgin Classics Veritas 90781 or 0777 7595302 2
- 1996: Ton Koopman, Christoph Prégardien (tenor), Elisabeth von Magnus (alto), Lisa Larson (soprano), Klaus Mertens (baixo), Amsterdam Baroque Orchestra & Choir. Erato Records 0630-14635-2
- 1997: Philip Pickett, New London Consort; Paul Agnew (tenor, Evangelista), Michael Chance (contratenor), Michael George (baixo), Andrew King (tenor), Catherine Bott (soprano); mais outros 7 solistas que compõem o coro. Decca 458 838
- 1997: René Jacobs, Werner Güra (tenor), Andreas Scholl (alto), Klaus Häger (baixo), Dorothea Röschmann (soprano) RIAS-Kammerchor, Akademie für Alte Musik Berlin. Harmonia Mundi, 2901630.31
- 1999: John Eliot Gardiner, Christoph Genz (tenor), Bernarda Fink (alto), Dietrich Henschel (baixo), Claron McFadden (soprano), Monteverdi Choir, English Baroque Soloists. Arthaus Musik TDK DVD-BACHHO. Essa gravação é usada no filme Juloratoriet (1996) (English title: Christmas Oratorio).[10]
- 2003: Jos van Veldhoven, Gerd Türk (tenor), Annette Markert (alto), Peter Harvey (baixo), Johanette Zomer (soprano), De Nederlandse Bachvereniging. Channel Classics Records CCS SA 20103
- 2005: Martin Flämig, Peter Schreier (tenor), Annelies Burmeister (alto), Arleen Augér (soprano), Theo Adam (baixo), Dresdner Kreuzchor, Dresden Philharmonic. Berlin Classics BER 183892
- 2007: Nikolaus Harnoncourt, Werner Güra (tenor), Bernarda Fink (mezzo-soprano), Gerald Finley (barítono), Christian Gerhaher (barítono), Christine Schäfer (soprano), Arnold Schönberg Choir, Concentus Musicus Wien. Gravada no Wiener Musikverein; Deutsche Harmonia Mundi, 8869 711225 2